# Чарлстон Беттері
Чарлстон Беттері (англ. Charleston Battery) — американський футбольний клуб з Чарлстона, Південна Кароліна, заснований у 1993 році. Виступає в USL. Домашні матчі приймає на стадіоні «Хелс Стедіум», місткістю 5 100 глядачів.
Є фарм-клубом ФК «Атланта Юнайтед» та виступає у Східній конференції USL.

## Досягнення
- USL
  - Чемпіон: 2012
- Відкритий кубок США з футболу
  - Фіналіст: 2008
  - Півфіналіст: 1999, 2004
  - Чвертьфіналіст: 2007, 2009, 2010.